# Catarhoe nyctichroa
Catarhoe nyctichroa là một loài bướm đêm trong họ Geometridae.